# Часовня-усыпальница Прушинских
Часовня-усыпальница Прушинских — ранее существовавшая часовня на территории усадьбы Лошица (ныне в черте Минска). Построена в 1788 году и освящена под титулом Пресвятой Девы Марии. Здесь похоронены многие поколения владельцев усадьбы из рода Прушинских . Часовня-усыпальница сохранилась в виде руин.

## История

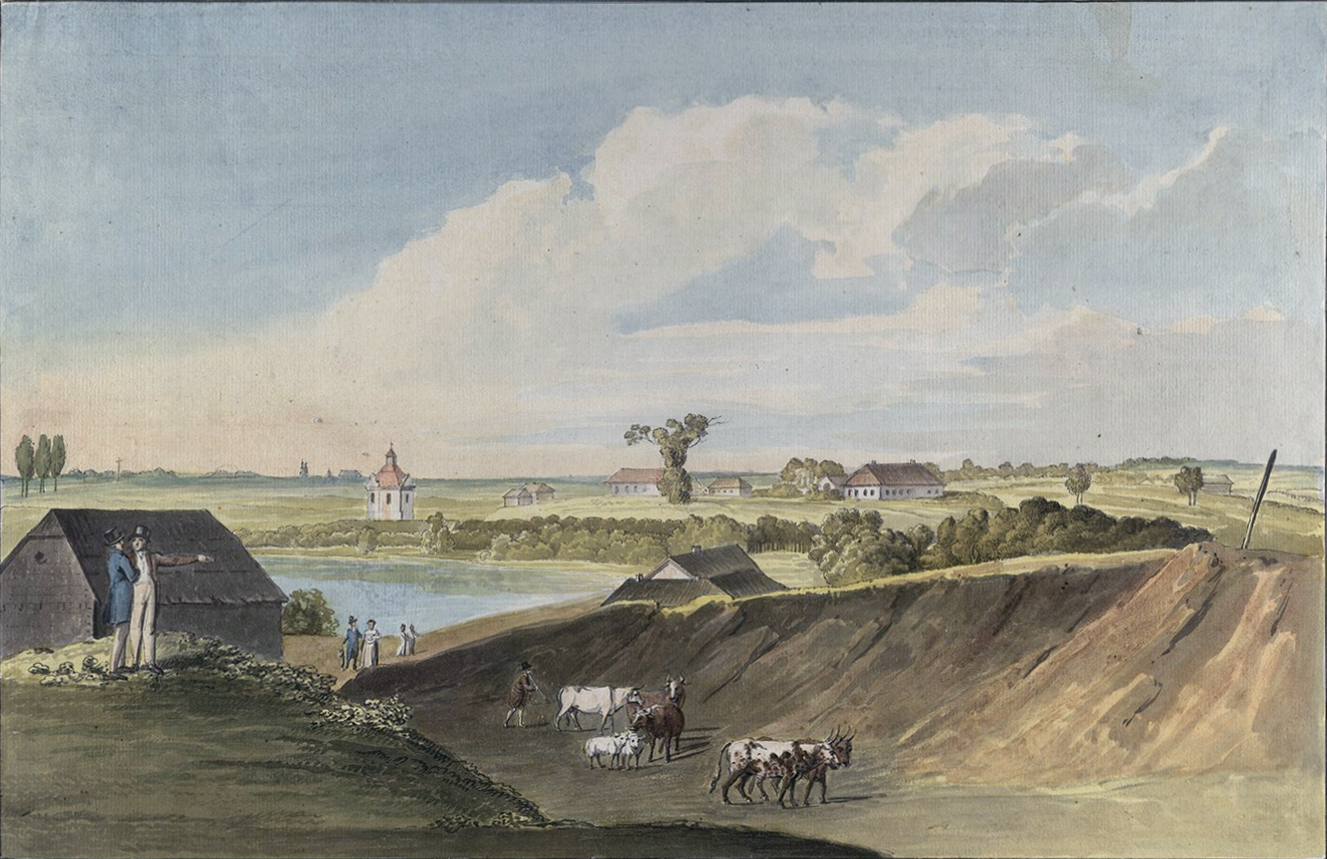
"Лошица, усадьба Прушинских в полуверсте от Минска", акварель Ю. Пешки, начало XIX века.

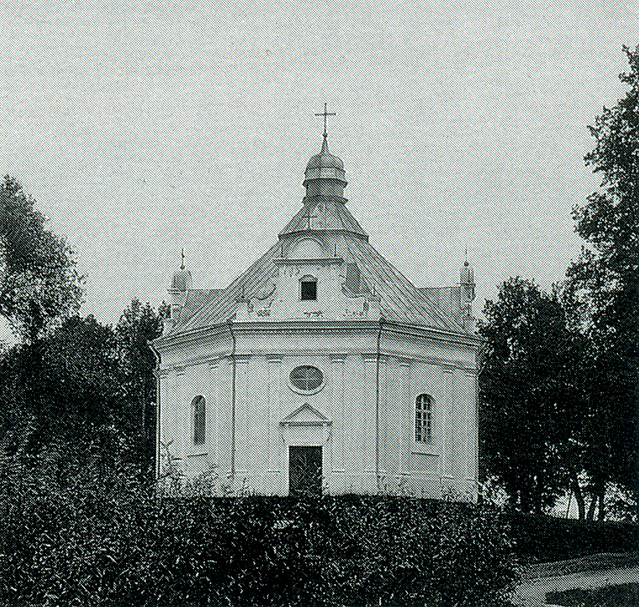
Часовня Пресвятой Девы Марии, начало XX века.

Инициатором строительства каменного костёла в Лошице, освященного под титулом Успения Пресвятой Девы Марии, вероятно, был Иосиф Прушинский. Архитектурно-стилистические характеристики внешнего вида храма, свидетельства о место его нахождения и другие сведения, записанные в первых известных инвентарях 1769 и 1772 гг., позволяют датировать строительство лошицкого церкви 1769 годом. После постройки святыни жители усадьбы и села, бывшие ранее прихожанами униатской церкви в Королищевичи, целыми семьями стали переходить в католичество.
Станислав Ксаверий Прушинский, сын Иосифа, ставший владельцем Лошицы в 1779 году, провел там ряд строительных работ, в том числе работы по ремонту и отделке костела. Получив разрешение от виленского епископа, в 1787 году он установил алтарь костёла.
В рукописных источниках до середины ХІХ в. здание называлось костёлом, но позднее составители описей и других документов стали называть лошицкий костёл часовней. В статье о Лошице, опубликованной в «Польском географическом словаре» в 1884 г., упоминается «красивая часовня семьи Прушинских, возведенная из камня, в которой уже много лет не проводится богослужение» .

### После революции
После революционных событий 1917 года. усадьба была превращена в один из научно-исследовательских центров Беларуси. 1 сентября 1920 г. поместье был передан в распоряжение Минской университетской комиссии для Агрономического государственного университета, а затем собственником Лошицы стал Белорусский институт сельского хозяйства. Лошицкую часовню начали разрушать ещё в конце 1920-х гг. Утверждается, что не раньше конца 1930-х гг. было даже принято решение о сносе часовни, но «после неудачного подрыва здание лишь потеряло купольную крышу. Наспех накрыв поврежденную застройку, новые владельцы сделали в ней склад сельскохозяйственного инвентаря».
По рассказам старожилов, тело жены одного из последних владельцев Лошицы Ядвиги Любанской покоилось в часовне в свинцовом гробу, закрытом прозрачной крышкой и подвешенном на цепях, и когда Лошицкой МТС понадобился свинец для ремонта аккумуляторов, то часовню разорили, кости выбросили, а гроб использовали для своих потребностей. Заодно сняли кресты и разобрали купол, чтобы ослабить культовый характер постройки. Сравняли с землей кладбища, которые были вокруг часовни.
Во время Второй мировой войны в Лошице размещался немецкий гарнизон, и в здании бывшей часовни немцы хранили оружие. По свидетельству А. В. Семашко, которая в те годы жила вместе с родителями на территории лошицкой усадьбы, в последние дни июня 1944 г. немцы, отступая, взорвали часовню вместе с боеприпасами, которые в ней хранились .

### Современность
В середине 1990-х гг. по инициативе настоятеля минского костёла святых Симеона и Елены о. Владиславом Завальнюком были проведены исследования развалин часовни. Архитектор А. Малаховский осуществил проект её реставрации, но нехватка средств и негативное отношение городских властей к возрождению лошицкого костёла в его первоначальном виде помешали реализации проекта. Позднее специалисты ЗАО « Проектреставрация » (научный руководитель Г. Левина, автор проекта Ю. Старостин, искусствовед С. Адамович) разработал проект консервации развалин Лошицкой часовни .

## Архитектура
Расположено на возвышенности справа от подъездной дороги, недалеко от въездных ворот, в окружении чёрной сосны (Pinus nigra). Кирпичное здание было восьмиугольным в плане, с шатровой крышей, которая заканчивалась шлемовидным куполом на полом барабане. Стены оштукатурены, украшены пилястрами.